# Neacreotrichus humilis
Neacreotrichus humilis är en tvåvingeart som först beskrevs av Osten Sacken 1877.  Neacreotrichus humilis ingår i släktet Neacreotrichus och familjen svävflugor. Inga underarter finns listade i Catalogue of Life.